# Хайме IV (король Мальорки)
Хайме IV (исп. Jaime IV; кат. Jaume IV; 24 июня 1337, Майорка — 20 января 1375, Сория, Кастилия и Леон) — претендент на престол, титулярный король Мальорки и князь Ахеи c 1349 года. Будучи супругом Иоанны I Неаполитанской, он фактически был исключен из престолонаследия.

## Ранние годы
Хайме был сыном Хайме III и Констанции Арагонской.
Его отец был убит в битве при Льюкмайоре в 1349 году при попытке вернуть престол, а Хайме как наследник отца был взят в плен своим дядей Педро IV Арагонским. Хайме стал главным претендентом на престол Мальорки и княжеский титул Ахеи и содержался в железной клетке в Барселоне до 1362 года. Затем он сумел бежать и вступил в союз с Иоанной Неаполитанской, которая организовывала последнюю попытку восстановления его отца на престоле Мальорки.
Иоанна была бездетна и нуждалась в наследнике: ради этого она вышла замуж за Хайме 26 сентября 1363 года в Кастель Нуово. Чтобы избежать междоусобиц, она заключила с Хайме брачный договор, по которому он был исключен из управления Неаполитанским королевством. Однако брак оказался неудачным: у супругов не было детей, и они редко виделись.

## Борьба за Мальорку
Хайме был полон решимости вернуть своё королевство и вскоре отправился воевать с Арагоном. В итоге он был разгромлен и был вынужден бежать в Бордо. Там он получил поддержку английского принца Эдуарда, который, как он надеялся, восстановил бы его на престоле Мальорки после восстановления Педро I на престоле Кастилии.
Хайме присоединился к вторжению в Кастилию и принял участие в битве при Нахере. Однако в Вальядолиде он был поражен долгой и тяжелой болезнью. Не имея возможности покинуть город, он был захвачен Энрике II. Выкупленный Иоанной, он ненадолго вернулся в Неаполь, а затем отбыл вновь для продолжения войны.
Энрике начал войну против Педро IV Арагонского, и Хайме надеялся воспользоваться этим, чтобы захватить Руссильон и Сердань — родовые земли своего отца. Однако Джон Гонт договорился о перемирии между Кастилией и Арагоном, а вся тяжесть арагонских атак пала на Хайме. Он был разгромлен и бежал в Кастилию, где умер от болезни или яда в Сории 20 января 1375 года. Его претензии на Мальорку перешли к его сестре Изабелле, жене Джованни Монферратского, а права на Ахею Хайме завещал Филиппу II Тарентскому.